# 曾世昌
曾世昌（1483年—约1590年），字公裕，号豫斋，廣東廣州府南海縣人，民籍，明朝政治人物。

## 生平
正德二年(1507年）廣東乡试第三十五名举人。正德十六年（1521年）中式辛巳科会试第二百五名，殿试登第三甲第一百五十六名進士。
嘉靖年间，曾任福建按察司佥事，后任广西按察司佥事分巡左江，督理屯田水利事务。因有政绩，授奉政大夫，正五品，秩十六石，妻子黄氏敕封宜人。嘉靖二十九年（1550年）为黄衷撰《重修净慧寺千佛宝塔颂》碑书丹（现存广州六榕寺碑廊）。嘉靖三十三年(1554年)受原南京礼部尚书何维柏之邀，参加广州的饮宴，屈大均称此宴为“九老雅集”。
万历十八年（1590年）与妻黄氏合葬于广州小谷围岛南亭村金银山南坡（今广东工业大学大学城校区内）。曾世昌和黃氏的合葬墓现称曾豫斋墓，为目前广州所知最大石砌山手形明墓，神道两侧立有石雕文官、武将、马、羊各一对，是广州市文物保护单位。

## 家族
曾祖曾安；祖父曾景弘；父曾尚讚，母馮氏。具庆下；妻黄氏。